# ارکنبراشتسوایلر
ارکنبراشتسوایلر (به آلمانی: Erkenbrechtsweiler) یک شهر در آلمان است که در اسلینگن واقع شده‌است. ارکنبراشتسوایلر ۲٬۰۸۵ نفر جمعیت دارد.